# Miloš Pudil
Miloš Pudil (* 7. dubna 2005) je český fotbalista, který hraje jako obránce za Vlašim, kde je na hostování ze Slavie Praha.

## Klubová kariéra
Svou kariéru začal v Tatranu Supíkovice a později prošel akademií FK Jeseníky. Za A-tým Slavie Praha debutoval 24. února 2022 v Evropské konferenční lize proti Fenerbahçe, na hřiště nastoupil v 90. minutě (Slavia zápas vyhrála 3:2).

## Reprezentační kariéra
Reprezentoval Česko v mládežnických kategoriích.

## Osobní život
Jeho bratr Adam je také fotbalista.